# 펜트하우스의 등장인물
이 문서는 대한민국의 SBS 드라마 펜트하우스, 펜트하우스 2, 펜트하우스 3에 등장하는 등장인물 목록이다.
(†) 표시는 드라마 상에서 최종적으로 사망한 인물이다.

## 주요인물
- 유진: 오윤희 역 (시즌1 1회 ~ 시즌3 5회†) - 배로나의 엄마. 하윤철의 첫사랑이자 전처. 천서진에 의해 성대를 다친 적이 있으며, 두 사람의 사이가 좋지 않다는 것을 눈치챈 심수련에 의해 천서진을 잡기 위한 미끼로 이용당한다. 민설아가 살던 보송마을을 강제로 사게 되고, 딸 배로나 마저 그 이유로 학교에서 다른 학생들에게 왕따를 당한다. 심지어 헤라펠리스에 입성할 수 있었던 것 마저도 심수련의 계획의 일부였으며, 거기서는 전 시어머니가 찾아와 난동을 부리는 등 주변 사람들에게서 갖은 무시와 멸시를 당하고 고초를 겪는다. 결국 민설아를 살해한 범인이 자신이라는 사실과 심수련이 자신을 이용했다는 사실로 인해 둘은 갈라서게 된다. 그러나 민설아를 죽인 것에 대한 죄책감은 남아 있었고 결국 경찰에 자수하여 죄값을 치르게 된다. 주석경이 심수련의 친딸이라는 것을 시계에 녹음하고, 진분홍에게 납치된 하은별을 구출하는데 성공하나 자신은 주단태와 천서진에 의해 절벽에서 떨어져 익사했다.
- 김소연: 천서진 역 (시즌1 1회 ~ 시즌3 14회†) - 하은별의 엄마. 하윤철과 주단태의 전처. 오윤희의 목을 청아예술제 대상 트로피로 긁은 적이 있으며, 이로 인해 둘은 최악의 원수지간이 되었다. 심수련의 남편인 주단태와는 불륜 관계였다. 하은별의 과외 교사였던 민설아가 사문서를 위조해 자신의 신분을 속였다는 것을 알게 되었으며 민설아가 이에 대한 사과는커녕 자신의 과거로 범죄 사실을 포장하려고 하자 분노한다. 그리고 민설아가 되려 천서진의 불륜 사실을 알리겠다고 협박하자 결국 민설아를 납치해 고문했으며, 그녀가 사망했다는 것을 알게되자 이를 자살로 위장하였으며 모든 사실을 알게 된 심수련에게 잔인한 복수를 당한다. 자신을 진심으로 사랑한다고 생각했던 주단태마저 심수련의 아버지에 의해 살해당한 가족의 원수를 갚기 위한 일환으로 청아그룹의 지분을 빼앗으려고 자신을 이용한 것 뿐이었으며, 이에 주단태에게 복수하고 딸 하은별을 그에게서 지키기 위해 오윤희, 심수련과 협력하고 있었으나, 오윤희와 심수련의 계획은 주단태를 살인범으로 만드는 작전에 천서진을 이용하는 것이었고 결국 나애교 살인 사건의 공범으로 누명을 쓰고 체포된다. 주단태와 진분홍에게 납치당한 은별이를 구해준 오윤희에게 감사함을 느끼고 위험에 처한 그녀를 구해주려고 했던 순간에, 복수를 당했던 지난날의 아픈 기억이 떠올라 결국 오윤희를 절벽에서 밀어 살해한다. 딸인 하은별이 와인에 치매가 걸리는 약을 타 넣어 조기치매에 걸렸으나 대부분의 약을 토해내 심하게 걸리지는 않았다. 이후 오윤희와 하윤철을 살해한 혐의로 구속되었고, 복역 도중에 후두암에 걸렸다. 펜션 옥상에서 약을 먹고 자살하는 것으로 생을 마감한다.
- 이지아: 심수련 역 (시즌1 1회 ~ 시즌3 14회†) - 주단태의 전처. 주석훈의 의붓어머니이자 주석경과 민설아의 친모. 친딸인 민설아의 죽음을 눈앞에서 목격하고 복수귀로 타락했다. 민설아를 포함한 아이들을 장기매매에 이용하고 파양시킨 조상헌 의원을 죽음으로 내몰았고, 그걸 목격한 오윤희에게 거짓 진술을 강요했으며  민설아를 고문하고 죽게 만든 천서진을 잡기 위해 그녀를 싫어하는 오윤희를 이용한다. 이어 민설아의 사체를 유기한 헤라클럽 사람들을 폐차장 버스에 감금하고 불을 지르고 잔인하게 고문했으며 이를 헤라클럽 아이들에게 강제로 보게함으로써 돌이킬 수 없는 강을 건너게 된다. 헤라클럽 사람들에게서 민설아 사건에 대한 자백을 받아내고 이를 찍은 영상을 재판에서 증거로 제출하면서 헤라팰리스 사람들을 모두 감옥으로 보내버린다. 자신이 아끼는 동생 오윤희를 살해한 천서진을 로건 리가 갇혀 있던 펜트하우스 헬퍼룸에 감금하고 그녀의 딸인 하은별까지 들먹이며 악랄한 고문을 가하고 신체에 큰 상해를 입히며 악마를 잡는 악마가 되어버린다. 과거 주단태의 어머니와 여동생을 죽인 사람이 심수련의 아버지인 심태촌이라며 분노하는 주단태에게 자신의 아버지는 아무런 잘못이 없으며 천수지구에 무허가로 들어온 네 부모님 잘못이라며 주단태의 어머니의 죽음을 모욕하는 것으로 모자라 주단태를 총으로 쏴 살해한다. 이후 결국 그동안 복수를 하는 과정에서 수많은 죄를 저지른 것에 대한 죄책감과, 소중한 사람들(나애교, 오윤희, 하윤철)을 잃었던 상실감이 컸던 탓에 천서진의 손을 빌려 오윤희가 떨어져 죽은 강물에 스스로 몸을 던져 생을 마감한다.

## 헤라팰리스 사람들
- 엄기준: 주단태 역 (시즌1 1회 ~ 시즌3 13회†) - 주석훈의 친아버지. 진짜 백준기. 가짜 주단태. 주석경의 의붓아버지. 죽은 나애교와 심수련과 천서진의 전 남편. 나애교를 칼로 찔러 죽이고 김미숙을 벽돌로 죽이고 오윤희를 죽이는데 가담한 사람이다. 로건 리 폭발 테러 사건의 진범이다. 오윤희가 죽던 날 블랙박스 영상이 공개되어 중국으로 밀항하며 도망치다 그런데 로건리와 심수련이 만든 함정으로 인해 일본 정신병원에 갇혔지만 탈출한다. 헤라팰리스에 폭탄을 설치한 후 심수련과 다투던 중  심수련이 쏜 총에 맞아 헤라상 분수대 아래 쪽인 물 위에 떨어져 죽었다.
- 신은경: 강마리 역(시즌1 1회 ~ 시즌3 14회) - 유동필의 아내. 유제니의 엄마. 남편인 유동필이 오윤희 시체를 유기한 것에 대해 배로나에게 미안함을 느껴 배로나에게 잘해준다. 심수련과 함께 비리들을 밝혀냈다. 이후 심수련의 죽음을 슬퍼한다. 3년 뒤 삼마마의 비서가 된다.
- 봉태규: 이규진 역(시즌1 1회 ~ 시즌3 14회) - 주단태의 심복 중 한 명. 전직 국회의원이었다. 고상아의 전 남편. 주단태의 돈 5000억으로 가족과 해외에 나가 살려고 하였으나, 고상아와 이혼함. 사기치다가 구속되었다.
- 윤종훈: 하윤철 역 (시즌1 1회 ~ 시즌3 13회†) - 오윤희의 첫사랑. 오윤희와 천서진의 전 남편. 배로나와 하은별의 아빠. 오윤희와 배로나를 배신한 적이 있다. 그러나 배로나가 친딸이라는 사실을 알고 갱생했으나 배로나를 폭주하는 천서진으로부터 보호하려다 머리를 부딪힌 충격과 계단에서 굴러떨어져서 시각장애인이 되었고, 이후 천서진에 의해 살해당했다.
- 윤주희: 고상아 역(시즌1 1회 ~ 시즌3 14회) - 이규진의 전 아내.이민혁의 엄마. 주단태의 돈 5000억을 몰래 들고 아들인 이민혁과 단둘이 해외로 나갔지만 구속되었는 줄 알았다가 이민혁과 재회하며, 이규진과 이혼했다. 이규진에게  다시 호감이 있는 줄 알았지만 없다.
- 박호산: 유동필 역(시즌1 11회, 시즌2 13회 ~ 시즌3 10화) - 강마리의 남편. 유제니의 아빠. 주단태의 심복 중 한 명. 주단태의 부탁으로 김미숙 시체를 헤라상에 넣은 장본인. 주단태의 명령으로 오윤희의 시체를 유기했지만 그는 가족들에게 더 이상 망신을 주지 않기 위해 경찰서에 가서 자수했다.

## 헤라키즈
- 김현수: 배로나 역(시즌1 1회 ~ 시즌3 14회) - 하윤철의 첫째 딸. 오윤희의 친딸. 하은별 이복언니. 주석훈의 연인이고 유제니와 친하다. 성악에 남다른 재능이 있다. 하은별에 의해 죽을 뻔 한 적이 있었지만 심수련이 살려냈다. 엄마 오윤희를 잃은 뒤 엄마를 죽인 주단태와 천서진에게 복수를 다짐한다. 유동필이 오윤희의 시체를 유기한 것을 듣고 유동필과 강마리를 원망하나, 유동필이 협박을 당해 어쩔 수 없이 했다는 것을 알고 용서해주고 다시 친해진다. 3년 후에는 유명한 프리마돈나 소프라노가 되어 어머니 오윤희가 이루지 못한 꿈을 이루게 된다.
- 최예빈: 하은별 역(시즌1 1회 ~ 시즌3 14회) - 천서진의 딸. 하윤철의 둘째 딸. 배로나의 이복동생. 청아예고에서 성악 전공. 배로나와 라이벌. 청아예술제 당일 배로나를 계단에서 밀고 트로피로 어깨를 그었다. 천서진의 재판 날 스스로 성대를 찔렀으며, 그로부터 3년 후 성당 합창단 지휘자가 되었다.

- 진지희: 유제니 역(시즌1 1회 ~ 시즌3 14회) - 강마리와 유동필의 외동딸. 배로나와 친하다. 청아예고에서 성악 전공을 했다. 배로나와 친해졌다는 이유로 하은별, 주석경, 이민혁에게 괴롭힘을 당했다. 괴롭힘을 당한 이후로 이민혁에게 호감은 없어졌으나 그럭저럭 관계는 좋은 편이다.

- 김영대: 주석훈 역(시즌1 1회 ~ 시즌3 14회) - 나애교와 주단태의 친아들이자 심수련의 의붓아들. 주석경의 의붓오빠. 배로나의 연인. 청아예고에서 피아노 전공. 자신의 친아버지인 주단태가 배로나의 엄마를 죽였다는 걸 알게 되자 어머니 심수련과 복수를 계획한다. 그리고 그 사실에 배로나에게 미안함을 느껴 헤어지자고 한다. 훗날 유명한 피아노 연주자가 되었다. 배로나와 다시 사귀는 듯하다. 마지막에는 오스트리아에서 피아니스트로 활동한다.

- 한지현: 주석경 역(시즌1 1회 ~ 시즌3 14회) - 심수련의 또 다른 친딸이자 주단태의 의붓딸. 나애교의 양딸. 주석훈의 의붓여동생. 죽은 민설아의 쌍둥이 친동생. 청아예고에서 성악 전공. 민설아를 다른 헤라키즈 아이들과 함께 괴롭혔다는 이유로 엄마인 심수련에 의해 감금에 협박까지 당하고 그녀를 원망하지만 심수련의 진심어린 사과와 함께 점점 화해하게 된다. 심수련과 주단태가 다 죽은 뒤 의붓오빠 주석훈의 도움 없이 아르바이트로 생계를 이어나간다.

- 이태빈: 이민혁 역(시즌1 1회 ~ 시즌3 14회) - 이규진 고상아의 아들. 청아예고에서 성악 전공. 이규진과 고상아가 청아그룹 공금횡령 혐의로 일본 경찰에 체포되면서 고아 아닌 고아가 될 뻔 했다. 이후 때마침 끌려오는 이규진이 어떻게 나한테 이러냐는 식으로, 3대 독자를 데리고 튀냐며 배신감을 느껴 해외로 민혁이랑 튀려고 하나, 결국 이젠 둘 다 질렸다는 듯이 "혼자 살 거다"라고 단호하게 대답했다. 결국 부모의 철딱서니 없는 행적에 모든 정나미가 떨어진데다 스스로에게도 혐오를 느껴서, 입영통지서에 진짜 남자가 되겠다는 내용의 편지를 쓴 후 강마리를 통해 부모에게 전달하며 돌연 군입대를 선언하고 3년 후 군 복무를 마치고 전역하고 완전히 갱생했다.

## 시즌1~시즌3 그 외 인물
- 박은석: 로건 리 역 (시즌1 10회 ~ 시즌3 14회†) - 로건 리 코퍼레이션 대표 미국 매디슨 타워 소유자. 주단태가 자신의 차량 옆에 폭탄을 설치해 죽을 뻔했지만 하윤철에 의해 살아났다. 하지만 심수련이 사망한 이후 골수암이 재발하고, 치료를 거부하여 시즌 3 최종화에서 사망했다.
- 조수민: 민설아 역 (시즌1 1회 ~ 시즌1 4회, 시즌2 13회†) - 심수련의 친딸. 로건 리의 전 양여동생이자 주석경의 쌍둥이 친언니. 헤라팰리스에서 죽음을 맞이한 소녀이자 보육원 출신으로 13살 때 성공한 재미교포의 양딸로 미국으로 입양되었다. 하지만 그 기적은 딱 2년 만에 끝이 났고, 그녀는 파양됐다. 사실 기적도 아니었다. 부자 양부모라 생각했지만 그들은 민설아를 딸로 생각하지 않았다. 그저 자신들의 둘째아들이자 민설아의 양오빠인 로건 리의 골수 이식을 위한 도구로 여겼다. 그러나 양부모가 목걸이를 훔쳐갔다는 이유로 그녀를 절도죄으로 몰려서 입양 가정에서 파양되었고 결국 대한민국으로 추방했다. 추방 이후 보송마을에서 거주한다. 우연한 기회에 교통사고가 난 수학 과외 선생을 대신해 헤라팰리스의 수학과외 기회를 얻었다. 그때는 몰랐다. 그곳이, 온갖 위선과 거짓이 난무하는, 저마다의 추악한 비밀을 간직한 지옥이라는 걸. 자신의 무덤이 될 거라는 걸. 결국 기계실 등에서 천서진과 주단태에게 모진 폭언과 폭행을 당하다가 최종적으로 만취한 오윤희의 손에 결국 헤라팰리스 조각상 위로 떨어져 사망하며 펜트하우스에 피바람을 일으킨다.
- 한승수: 민형식 역 † - 과거 민설아가 살았던 소망보육원의 전 원장이다. 구속되었지만 교도소에서 사망했다.
- 김동현: 김태수 역 - 화영중학교의 교장이며, 학폭위에서 분노한 오윤희의 발길질에 의해 앞니 2개가 빠졌다.
- 차유주: 김미숙 역 † - 주혜인의 친어머니다. 주혜인을 출산했을 당시 미성년자였으며, 현재는 행방불명. 김정빈으로 알려졌으나, 시즌3 3회에서 김미숙으로 나옴, 헤라상 안에서 시체로 발견했다.
- 정동근: 오준혁 역 - 서울중앙지검 검사.
- 유병선: 주정균 역 - 서울남부교도소 교도관.
- 이지아: 나애교 역 † - 주석훈의 친엄마이자 주석경의 양어머니. 주단태의 사업 파트너. 사기의 여왕이자 만능재주꾼. 뛰어난 화술과 담대한 성격으로 한 순간에 사람들을 휘어잡는다. 주단태를 위해서라면 못할 짓이 없다. 상류층, 고위간부 할 것 없이 그가 원하는 정보가 있는 곳이라면 어디든 갔고, 무슨 수를 써서라도 주단태에게 건네줬다. 지금의 주단태를 만들어놓은 일등공신이지만 늘 심수련에게 가려져 살아온 가짜인생. 그녀의 자리를 넘봤지만 가질 수 없었기에 그녀를 동경하고 원망해왔다. 자신을 심수련으로 착각한 주단태의 칼에 찔려 사망했다.
- 김기송 - 국토교통부 장관.
- 온주완: 주단태[1] 역 - 가명 백준기.[2] “미스터 백”에 대한 비밀을 품고 로건 리와 함께 한국으로 찾아온 의문의 인물. 주단태의 과거, 그리고 그의 진짜 정체에 대해 알고 있다. 심수련과도 어릴 적부터 인연이 있던 것으로 보인다. “미스터 백”을 만나러 한국으로 들어온 날, 로건 리가 죽어버린 뒤 종적을 감췄다가 나타난다. 그의 진짜 목적이 무엇인지는 모른다. 한 가지 확실한 것은 주단태를 향해 불타는 복수심을 품고 있다는 것뿐.
- 안연홍: 진분홍 역 - 하은별 전 가정교사. 정신과에서 치료를 받으며 살아가고 있다.

- 남성진: 주○○ 역 † - 위 주단태(온주완)의 부친. 과거 백준기(엄기준) 가족이 살던 천수지구 27번지 쪽방을 강제로 철거하면서 그의 모친과 여동생을 살해했으며, 이후이도 끊임없이 백준기를 괴롭히다가 칼에 찔려 살해당한다.
- 임씨 † - 위 주단태(온주완)의 모친. 3회 회상씬에서 칼에 찔려 사망.

- 김동규: 조호영† 역 주단태의 전 비서.어머니를 돌보고있다. 주단태에 의해 추락사해 사망했다.

- 김로사: 양집사† 역 주단태의 전 집사.시즌2에서 독극물을마시고 사망했다. 죽는 순간에도 주단태를 사랑했다. 배로나, 오윤희를 죽이려 했다.

- 정성모: 천명수† 역 천서진, 천서영의 아버지.청아재단 전 이사장 강옥교와 죽은 천서진의 친어머니의 남편. 천서영과 천서진을 비교하며 차별했다. 천서진과 실랑이 버리다 계단에서 떨어졌고, 천서진에게 외면당하여 사망한다.

- 하도권: 마두기 역 청아예고 3학년 음악 전 부담임. 심수련이 교사직에서 해임시켰다. 트로트로 전향함. 은별에게 100만원을 준다.

- 정아미: 송희수 역 삼마마의 최종보스.해연그룹 회장. 강마리가 송회장을 살렸기 때문에 강마리를 많이 아끼고 좋아한다. 마리를 위해서라면 무슨짓이라도 한다. 죽은 오윤희의 사건을 해결함을 도와준다. 강마리를 해연그룹 비서로 임명했다. 3년 후에.

### 천수지구 뇌물받은 인물
- 김정권 - 7회에서 등장.
- 배용주 - 7회에서 등장.
- 고영석 - 7회에서 등장.
- 나머지 3명 -

### 강남경찰서
- 형사1/김사권 - 現 강남경찰서 강력팀 형사. 前 심수련 사건 담당 형사.
- 이 형사/이시언 - 강남경찰서 강력2팀 형사. 청아예술제 배로나 테러 사건 담당 형사.
- 형사2/김동영 - 강남경찰서 강력팀 형사. 나애교 사망 사건 담당 형사.
- 김성환/김수환 - 강남경찰서 강력팀 반장. 나애교 사망 사건 담당 형사.

### 행복미래당
- 조상헌†/변우민 - 자선사업 재단 이사장이자 시의원. 이마를 훤히 드러낸 포마드 헤어스타일과 단정한 슈트. 야망에 가득 찬 날카로운 눈빛과 가슴팍에 꽂혀있는 국회의원 배지가 그의 트레이드 마크이다. '시의원', '자선사업 재단 이사장'이라는 허울 좋은 명함을 가졌지만, 세컨하우스에서 와이프 몰래 유명 여배우와 밀애를 즐기는 난봉꾼. 더욱이 사업은 승승장구하고, 시의원 재선까지 넘보며 사회적으로 큰 명예욕을 지녔지만, 사실은 힘없고 부모 없는 고아들을 대상으로 목돈을 챙길 정도로 악랄하다. (시즌1 6회)윤태주의 의해 추락사당해 사망했다.
- 계화숙 - JYG Entertainment 소속으로 시즌1 1회 등장 추정.
- 정두만/유준상 - 행복미래당 소속 국회의원. 죽은 나애교의 전 연인. 행복미래당은 작중 묘사상 상당한 입지를 가진 거대 정당일 가능성이 높은데, 그동안 작중에서 등장했던 정치인들 중 이규진은 정치 신인인 초선 의원에 불과하고, 조상헌도 기껏 3선의 중진 의원 정도지만, 이 인물은 당 대표다. 나애교를 살해한 주단태에게 뚝배기를 던진다.
- 이규진의 전 보좌관/장성규 - 이규진의 보좌관. 이규진에 사기당해 이규진을 경찰에 신고했다.

### 청아의료원
- 의사/신승환 - 청아의료원 신경외과 의사. 하윤철의 뇌수술 집도의. 하윤철이 깨어나고 제대로 정신을 차린 건지 확인한다. 하윤철이 시신경을 다쳐서 실명했으며 엄청난 두통에 시달릴 것이며 시한부일지도 모른다고 알려준다.
- 허 교수/허정민 - 청아의료원 신경과 교수. 천서진 담당 주치의, 이태성에게 천서진의 치매 검사 결과를 알려주는 역할로 나왔다. 현재 천서진의 지시로 병원 진료차트를 조작했다는 설이 제기되었다. 그리고 이 설은 사실이었고 제약회사에서 거액의 뇌물과 접대를 받은 사실을 안 도비서의 협박으로 진료 차트를 조기 치매 환자와 천서진의 검사 결과를 바꿔치기 했다. 그러나 하은별의 말을 듣고 수상하게 여긴 하윤철과 동료의사, 천서진을 수상하게 여기고 몰래 감시한 심수련과 로건 리에 의해 차트조작이 들통났으니 처벌을 면치 못할 것 같다.

- 후배 의사/임슬옹 - 청아의료원 신경과 의사. 천서진의 조기치매 판정받은 mri 검사결과를 보여주며 자신은 검사 결과를 바탕으로 얘기할 뿐이라고 얘기한다. 하윤철이 천서진이 5년 전에 교통사고로 뇌 수술 받은 적이 있어서 그 mri 결과를 보여달라 해서 보여주면서 천서진의 검사결과가 조작된 것임을 알게 해준다.

### SBC
- 김정민/기은세 - SBC 김기자의 눈의 진행자이자 기자. 심수련의 후배이며 친정이 운영했던 장학재단의 장학생 출신이다. 심수련의 도움을 받아 자신이 진행하는 시사 프로그램에서 헤라팰리스 빌런들의 각종 만행을 보도했다. 심수련 살인사건 후 오윤희에게 심수련이 미리 만들어둔 탄원서를 건네주어 자포자기한 오윤희를 다시 각성시킨다. 시즌2 1회에서는 양집사가 오윤희 대신 심수련 살인사건의 진범으로 몰리자, 자신이 진행하는 시사 프로그램에서 양집사의 행적과 오윤희의 누명을 보도하며 경찰, 검찰, 사법부를 비판한다. 시즌2 7회에도 잠시 출연했는데, 천서진이 쉐도우싱어를 사용해 대국민 사기극을 벌인 것에 대한 뉴스를 보도했다.

- 뉴스 앵커/김주희 - SBC 뉴스앵커. 강신모 교육장관이 룸살롱에서 가짜 주단태 일당에게 뇌물을 제공받으며 강남 8학군 소재 학교들의 천수지구 이전 청탁을 받았다는 뉴스를 보도한다.
- 뉴스 앵커 2/김세희 - SBC 앵커. 12화에서 주단태 과거 범죄들과 제임스리가 주단태에게 현상금 20억을 걸었다는 뉴스를 보도했다.
- 뉴스 앵커 3/박선영 - SBC 앵커, 13화에서 주단태의 사망 소식과 헤라펠리스 붕괴, 조호영의 사망 소식, 주단태 장례식을 반대하는 시위 현장과 14화에서 심수련 실종 및 수색 소식을 보도했다.

### 시즌 1
- 김병현/김병현 -  야구 신에서 본인 역할로 특별출연하였다. (시즌1 12회)
- 현동갈비 사장 - 민설아가 불판 닦을 때 출연.
- 수의사 - 수술비를 많이 요구해서 성격이 가관이다.
- 아이/이효비 - 죽은 민설아와 같은 보육원에서 지낸 동생 역
- 사모님/옥주리
- 그레이스 조/최정원 - 오윤희가 배로나가 그레이스 조에게 레슨받았다고 언급했다.

### 시즌 2
- 외국인 깽단들 - 하윤철을 패고 손뼈를 으깨 버렸다.
- 여사장들 - 고상아와 함께 강마리를 찾아가 놀리고, 온갖 일을 다 시켰다. 그러다 결국 삼마마에게 혼난다.
- 미래여자상업고등학교 학생들 - 오윤희가 살인자 누명을 쓰고 배로나와 떨어져 있는 동안 배로나가 다녔던 고등학교 학생들로, 살인자 딸이라는 오명을 썼었기 때문에 이 학교에서도 청아예고 학생들 못지 않게 심한 학교폭력을 당하고 있었다. 책상에 '왕따 자리'가 크게 쓰여있으며 테이프로 아예 선을 그어놓고 그 선을 밟으면 슬리퍼를 털고 난리를 치는 등 더하면 더하지 덜하지 않는다. 청아예고에서 당했던 쓰레기 세례를 이 학교에서도 당했다. 그러나, 누명이 풀리자 그동안의 악행을 배로나가 신고하고 떠났으니 타격을 입었을 확률이 높다.
- 로열패밀리 부부/전진, 류이서 - 천서진을 초대해 파티를 연 뉴욕 한인회 회장 부부이다. (시즌2 1회)
- 가짜 형사/김광규 - 청아예술제 배로나 테러 사건 담당 형사인 것으로 보였으나 주단태가 천서진을 압박하기 위해 섭외한 연극배우이다.
- 박영란/바다 - 울산의 음악학원 교사. 천서진이 쉐도우 싱어를 위해 이 사람을 섭외했다.
- 배로나의 성악 반주선생/남보라 - 시즌 2 5회에서 오윤희가 배로나의 청아예술제 출전을 위해 고용한 피아노 연주자.
- 편의점 사장/조상기 - 편의점 사장. 1화에서 배로나가 오윤희 딸인 것을 알고 쫓아냈다.
- 손형진 기자/이상우 - 시즌2 2화에 등장한 시민일보 기자.
- 오윤희, 천서진 동창/연민지 - 오윤희, 천서진의 청아예고 입학 동기.
- 황금봉/조재윤 - 황금부동산 사장.
- 판사/최병모 - 피고인 7명을 법원에서 심판한 판사.
- 검사/이수련 - 피고인 7명을 재판한 재판장의 검사. 심수련을 증인으로 세우고 증거영상을 제출한다.
- 조문택/이상민 - 서울동부구치소 교도관이고 계급은 교위이다.

### 시즌 3
- 댄스걸즈 - 강신모, 주단태, 이규진, 하윤철, 유동필과 춤을 춘 여자들.
- 김석규 - 시즌3 1회 구치소 교도관.
- 의사 - 교도관 몰래 주단태를 빼돌렸다.
- 죄수 - 펜트하우스 3 1회에서 출연했다.
- 방치승/박상면 - 서울동부구치소 재소자. 교도관이랑 친밀하다고 한다.
- 왕언니/정영주 - 감옥생활을 누리고 있는 구담구청장 서울구치소 재소자. 천서진을 압박한다.
- 대법관/권태원 - 불륜 장면에서 등장한다.
- 오만식/성지루 - 시즌3 3회에서 탐정(흥신소)로 등장.
- 박상미/김선혜 - 산부인과 원장. 시즌3 3회, 6회에 등장했다.
- 강신모/송영규 - 교육부 장관. 주단태에게 뇌물을 받는다.
- 윤경은/배해선 - 교육부 차관. 심수련이 차관에게 교육부 장관의 만행을 폭로한다.
- 클라크 리/신성우 - 한국계 미국인 지휘자이다. 심수련이 배로나가 오디션에 합격하게 해 달라고 부탁한다.
- 양아치 학생/이유비 - 주석경이 주단태에게 속아 갇힌 기도원의 한 여학생.
- 기도원 학생들 - 다같이 주석경을 폭행했다.
- 미쉘 - 진분홍의 친딸, 로건 리가 언급.
- 미상/OOO - 진분홍의 전 남편.
- 미상/OOO - 규진이 헤라팰리스 55층을 팔려고 간 부동산 주인.
- 이창하/윤주만 - 사채업자. 주단태가 천서진을 연대보증 세워 빌려간 돈 500억을 받으려고 청아그룹에 찾아온다. 이후 8501호에 들어와 집을 난장판으로 만들고 트로피를 던지면서 논다. 로건 리의 말로는 가장 악독한 사채업자라고 한다.
- 사채업자들 - 멤버: 노란옷, 귀뜯긴놈, 파란옷, 보라옷
- 검사/이태성 - 천서진을 취조하는 검사. 천서진이 나는 주단태와 이혼한 사이이고 청아그룹 공금 횡령 혐의와 무관하다고 주장하자, 심수련이 이혼소송을 무효화시켰고, 청아건설이 최종부도 처리된 사실을 알려주면서 천서진을 정신적으로 압박해 천서진이 정신을 잃고 쓰러지게 만든다.
- 상주음악가 오디션 응시자들/서울대학교 음악대학 성악과 학생들 - 상주음악가 오디션 장면에서 노래를 부르는 엑스트라들이다. 주요 인물들의 성악 대역을 맡은 서울대 성악과 학생들이 특별출연했다고 한다. 이중에는 오윤희의 목소리 대역이였던 권가민도 포함되어 있다. 붉은 가발을 쓰고 있다.
- 옷가게 사장/강동호 - 하은별이 일하기 시작한 옷가게 사장으로, 일 못하는 하은별을 막 내쫓고 돈을 토해내라고 한다.
- 천서진 변호사/김명수 - 천서진의 변호사. 천서진의 변호사인지라 천서진이 연기 중인데도 꿋꿋하게 변호했다.
- 고등법원 판사/태항호 - 서울고등법원 판사. 천서진이 재판 날까지 연기를 하자 하은별이 자살 기도를 했고 그 과정에서 천서진이 치매가 아님을 알아차려 무기징역을 선고한다.
- 고깃집 사장/김법래 - 석경이가 아르바이트하는 고깃집 사장, 마음씨가 아주 따뜻하다. 주단태를 닮은 노숙자가 고기를 얻어먹자 주석경이 아는 사이냐고 묻자 그의 과거를 다 털어놓는데 전부 주단태와 정반대다.
- 이병윤/비와이 - 주석훈과 배로나가 간 식당의 웨이터로 등장. 배로나랑 주석훈에게 로제파스타를 추천했으며, 배로나에게 싸인을 받는다. 본명 그대로 등장했으며, 곧 군대를 간다는 설정이다.
- 정신병원 간호사/최윤소 - 정신병원 간호사. 정신병원에서 진분홍의 치료를 담당했다.
- 농촌회장/이부영 - 이규진이 재벌 회장인줄 알고 아부를 떨다 이 회장이 쓰러지자 등에 업고 급히 병원 응급실로 실려보냈는데 알고보니 양촌리 농촌회장이었다.
- 농촌회장 딸/이희진 - 이규진이 세신사 일을 하다가 심정지가 온 회장을 업고 병원까지 데려가자 회장의 딸로 등장했다. 이규진에게 감사선물을 주는데 회장이라는 아버지가 농촌회장이라 고구마와 된장, 야관문을 선물로 줬다. 어투가 김순옥 전작의 소진공주와 똑닮았다.
- 교도관/안혜경 - 청주여자교도소 교도관. 천서진이 음독자살 직전에 화상통화를 한 교도관.
- 서우제일성당 합창단원들 - 이연수외 9명 - 하은별의 지휘를 받으면서 합창 연습 하면서 떡이랑 과일을 권한다.
- 이규진 새 보좌관/김도건 - 새 보좌관이다.
- 부산의 한 여관주인/옥주리 - 주단태가 묵은 부산의 한 여관주인으로 주단태가 칫솔을 부탁하자 칫솔 갖다주러 갔을 때 주단태의 정체를 눈치채 보자마자 경찰에 신고하였다.
- 조비서의 어머니 - 현재 병원에 입원 중이다. 아들의 죽음을 모른다.
- 노숙자/엄기준 - 주석경이 알바하는 고깃집에서 고기를 먹고, 주석경이 고기를 더주자 "밥먹었니?"하며 짭단태의 웃음을 짓는다.

## 카메오들
- 그리마 - 유튜버 다흑이 협찬해 주었다. 시즌 3 1화에서 주단태의 얼굴 위를 기어다닌다.
- 아이바오 - 에버랜드의 암컷 판다. 오만식의 심부름센터 마스코트로 현수막이나 명함 등에 쓰였다.
- 봉본비 - 봉태규의 딸. 이규진과 고상아가 5천억을 빼돌리기 위해 세운 페이퍼 컴퍼니 이름인 본비 홀딩스로 언급된다.